# دهستان اشتین
دهستان اشتین یکی از دهستان‌های شهرستان باخرز در استان خراسان رضوی ایران است. این دهستان در بخش بالاولایت به مرکزیت روستای همت‌آباد (باخرز) قرار دارد و براساس سرشماری مرکز آمار ایران در سال ۱۳۹۰، جمعیت آن ۷۳۸۸ نفر (در ۱۹۰۵ خانوار) بوده‌است.